# 北陸大学
北陸大学（ほくりくだいがく、英語: Hokuriku University）は、石川県金沢市太陽が丘1-1に本部を置く日本の私立大学。1975年創立、1975年大学設置。大学の略称は北大（ほくだい）。
学校法人松雲学園が母体となった建学時は薬学中心で、2021年時点は総合大学である。

## 概要
1975年に開学。金沢市郊外に位置する4学部（薬学部、経済経営学部、国際コミュニケーション学部、医療保健学部）よりなる。

### 教育および研究
薬学部は、初代学長三浦孝次が開学式の式辞で述べているように、近代薬学の理論並びに実践教育に加えて東洋の文化遺産である中国の医薬の近代化研究の推進も目指して設立されたものである。
経済経営学部は、経済・経営・法律・会計・ITの5分野をベースに問題解決能力を養成、同時に公務員試験への対応も行う。
国際コミュニケーション学部は、英語・中国語の外国語能力と国際感覚を磨くとともに長期・短期の留学制度を充実させるなど海外体験の機会を与えている。
医療保健学部は、臨床検査技師・臨床工学技士・理学療法士の資格が取得可能。

### 学術フロンティア推進事業
2005年度（平成17年度）の文部科学省の学術フロンティア推進事業に薬学部の共同研究プログラムが選定され、学術フロンティアの活動として、特別講演、大学院セミナー、サテライトミーティングなどが開催された。

### アルベス
教室での講義をコンピュータサーバーに収録蓄積し、インターネット上に配信することにより、翌日にはIDとパスワードがあれば、いつでもどこでも講義を学習できる遠隔学習システムで、学習の効率化を目的に2004年度（平成16年度）より導入されている（RVES: Real Video Education System）。

### 推薦入試
2006年（平成18年）から薬学部の学生確保を目指し、日本国内の全ての高等学校を指定校推薦対象校にして、同推薦による合格者を大幅増と競合の急増を図ったが、全国の高等学校数が定員を大幅に上回る点を問題視する意見や、「一方的に指定校にすると言われても、とまどうだけ」と不快感を表す関係者も出るなど議論を呼んだ。

### 学風および特色

#### 建学の精神
```
「自然を愛し、生命を尊び、真理を究める人間の形成」
```

金沢では加賀前田藩の時代より医学・薬学の研鑽が深いことから、初代三浦学長を中心に、総合大学を目指す第一歩として薬学部を設置し、薬学教育を始めた。1965年以降（昭和40年代）の日本は戦後から蘇ったものの、深刻な公害・薬害が発生し大きな社会問題となっていた。そのため、薬学教育は従来の西洋医学中心から転換し、東洋医薬学をより積極的に取り入れるべきとの考えで、この建学の精神が生まれた。

#### 理念
```
「グローバルアイ」
```

北陸大学が開学して10年を経たころから、日本の国際化が活発となり、第二の学部として1987年（昭和62年）に外国語学部を設置した。これを契機として、今後は眼を大きく見開き、海外、特に中国に向けねばならないとの考えから、この簡潔な言葉をもうひとつの理念とした。たとえ国家間の関係がどうであれ、中国を正しく理解する日本人と、日本を正しく理解する中国人を、一人でも多く育てるのが使命であるとの信念となっている。

#### 国際交流
この大学には充実した海外流制度や多くの海外姉妹校、協定校があり、海外へ留学する学生の比率は12.8％と全国第6位である。
大学の規模と比べて、外国人留学生を多く受け入れており、外国人留学生数は2010年度は国内第23位である。
特に中国からの留学生が多い。

## 沿革
昭和40年代に金沢工業大学や金沢経済大学（金沢星稜大学）などが相次いで設立されたことに刺激されて金沢に薬科大学を創設しようと有志の会合が持たれ、1972年（昭和47年）1月に三浦孝次が代表となって金沢東洋医学研究懇話会（略称金東会）が発足したのが始まりである。
鵜飼貞二（元金沢大学薬学部長、元静岡薬科大学長）や日本薬剤師協会長、文部省などに相談したところ認可が下りそうであったため、学校法人金東学園金沢薬科大学として設立準備を進めることとなって教員の人選や創設資金のなどに取り組んだが実現は困難な状況となった。
こうした状況に対応するため、三浦は田中嘉太郎とともに金沢東洋医学研究懇話会を脱会して、今度は富山県出身で第76代文部大臣の松村謙三を記念する松村謙三教育財団を設立してこれをバックに松村と結び付きが深かった田川誠一にも協力を仰いで日本海大学としての設立を目指したが、こちらも日の目を見なかった。
そこで1973年（昭和48年）2月17日に今度は元金沢市長の徳田与吉郎に経緯などを説明して助力を求めたところ徳田が翌日東京へ行って元国務大臣の林屋亀次郎に依頼し、その際に秘書だった北元喜雄（後の当学校法人理事長）が資金面と経営の可能性があると答えて協力を快諾したため、同年4月に林屋を委員長として学校法人松雲学園設立準備委員会を発足させ、1975年（昭和50年）に学校法人松雲学園により北陸大学の開学が実現した。
学校法人松雲学園の初代理事長を林屋亀次郎が務め、三浦孝次が初代学長となった。
1975年4月に薬学部だけをもつ単科大学として開学された後、ついで1979年に大学院薬学研究科、1987年に外国語学部、1992年に法学部が開設された。2004年には外国語学部および法学部を改組して未来創造学部が開設され、2006年に薬学部が4年制から6年制に移行。2017年に未来創造学部が経済経営学部と国際コミュニケーション学部に改組されるとともに医療保健学部が新設され、現在へと至る。

### 年表
- 1975年（昭和50年）
  - 2月 - 学校法人松雲学園設置認可。北陸大学開学
  - 4月 - 薬学部（薬学科・衛生薬学科）を設置
- 1979年（昭和54年）4月 - 北陸大学大学院薬学研究科博士前期課程を設置
- 1983年（昭和58年）4月 - 北陸大学大学院薬学研究科博士後期課程を設置
- 1985年（昭和60年）7月 - 学校法人北陸大学に法人名称を変更
- 1987年（昭和62年）4月 - 太陽が丘キャンパスを開設。外国語学部（英米語学科・中国語学科）を設置
- 1992年（平成4年）4月 - 法学部（政治学科・法律学科）を設置
- 1993年（平成5年）
  - 4月 - ライブラリーセンター（現・図書館）Clever Houseが竣工
  - 9月 - スポーツセンター（Sound Track）が竣工
- 1994年（平成6年）4月 - 国際交流室（現・国際交流センター）開設。留学生別科を開設
- 1999年（平成11年）
  - 4月 - エクステンションセンターを開設
  - 10月 - コミュニティハウスThe Child-Woodが完成
- 2000年（平成12年）
  - 4月 - 北陸大学オープン大学を開設
  - 12月 - 情報センターを開設
- 2003年（平成15年）4月 - 東アジア総合研究所を設置
- 2004年（平成16年）
  - 4月 - 外国語学部と法学部を未来創造学部（未来文化創造学科・未来社会創造学科）に改組
  - 月不明 - 教育能力開発センターを開設
- 2006年（平成18年）4月 - 4年制の薬学部（薬学科・衛生薬学科）を学生募集停止にし、6年制の薬学部（薬学科）を設置。北陸大学孔子学院を開校
- 2007年（平成19年）
  - 3月 - 外国語学部、法学部を廃止
  - 12月 - 北陸大学フットボールパークが完成
- 2008年（平成20年）
  - 4月 - 未来創造学部の未来文化創造学科・未来社会創造学科を学生募集停止し、国際教養学科・国際マネジメント学科に改組
  - 8月 - フットボールパーククラブハウスが竣工
- 2010年（平成22年）3月 - 北陸大学大学院薬学研究科博士前期課程を募集停止
- 2011年（平成23年）3月 - 4年制の薬学部廃止
- 2012年（平成24年）3月 - 未来創造学部の未来文化創造学科・未来社会創造学科を廃止。大学院薬学研究科博士後期課程を募集停止
- 2014年（平成26年）
  - 4月 - 地域連携センター開設
  - 6月 - 大学院薬学研究科を廃止
- 2017年（平成29年） - 未来創造学部を経済経営学部（マネジメント学科）と国際コミュニケーション学部（国際コミュニケーション学科）に改組。医療保健学部（医療技術学科）を増設
- 2021年4月（令和3年） - 国際コミュニケーション学部に心理社会学科を開設[11]
- 2023年4月（令和5年） - 医療保健学部に理学療法学科を開設[12]
- 2022年（令和4年）3月 - 未来創造学部国際教養学科を廃止
- 2023年（令和5年）4月 - 医療保健学部に理学療法学科を開設
- 2024年（令和6年）4月 - 経済経営学部に経済学科を開設。マネジメント学科と経済学科の2学科体制となる。
- 2025年（令和7年）4月 - 大学院医療保健学研究科医療保健学専攻修士課程を開設

## 基礎データ

### 所在地
- 太陽が丘キャンパス（〒920-1180 石川県金沢市太陽が丘1-1）
- 薬学キャンパス（〒920-1181 石川県金沢市金川町ホ3）

### 象徴
- 北陸大学校歌の作詞は井上靖、作曲は石桁真礼生。
- イメージソングのタイトルは、デイライトである。作詞作曲は、一十三十一（ヒトミトイ）。

## 教育および研究

### 教育組織
- 薬学部
  - 薬学科（6年制）
- 経済経営学部
  - マネジメント学科
  - 経済学科（2024年度開設）
- 国際コミュニケーション学部
  - 国際コミュニケーション学科
  - 心理社会学科
- 医療保健学部
  - 医療技術学科
  - 理学療法学科（2023年度開設）
- 大学院医療保健学研究科
- 留学生別科
- 国際交流センター
- 情報センター
- 北陸大学孔子学院
- 北陸大学オープン大学

#### 学部
薬学部
- 薬学科　2006年（平成18年）から全国的な薬学部の6年制移行に伴って本学も6年制移行へ移行した。北陸地方の医療界、病院や薬局の臨床面での協力のもと「臨床に係る実践的な能力をもつ薬剤師」の養成を使命とし、更に専門的な能力を身に付け医療界に貢献することが目的としている。なお、5、6年次生には特色となるコース別演習がある（東洋医薬学コース、健康医薬学コース及び高度医療薬剤師コースの3コース）。高い実践的能力や先進的知識を持つ薬剤師を養成することによって、地方の薬剤師養成拠点として貢献していくことを目指している。

経済経営学部
- マネジメント学科　社会人に必要な経済・経営・法律・会計・ITを基礎として、組織や社会の中で問題点を自ら発見し具体的な解決策を論理的に考える力・知識を実務に活用し、自己の力で組織や社会を変えてゆく「マネジメント力」・多様な人と協働し、リーダーシップを発揮しながら課題を解決する力を養成する。初年次教育では基礎ゼミナール・ライフプランニング論・文章表現科目・国際マネジメント入門等の科目を複合的に学び「社会で必要な力」を包括的に育成するとともに、地域をフィールドとしたボランティア活動を通じて地域や企業の課題に取り組んでいく。
- 経済学科　経済学の基礎理論を学びながら、社会の課題解決に取り組むことを目指す。ミクロ経済学やマクロ経済学を学び、データサイエンス[13]を活用して持続可能なまちづくりを考えることができる。少人数のゼミナール制度を通じて一貫した教育を提供し、地域特性に合わせた実践的な取り組みを行う。

国際コミュニケーション学部
- 国際コミュニケーション学科　英語または中国語のコミュニケーション能力と、国際的な視野を身に付けることが基本となっている。外国人教員と日本人教員の協働により聞く・話す・読む・書くの4技能をバランスよく伸ばし、使える英語を身に着けることを目指す。海外体験も初年度の数週間程度の語学研修に始まり、長期留学やセメスター留学などの長期留学、海外ボランティアや海外インターンシップなどのグローバル人材実践プログラムも用意。インバウンド型の観光客を想定したフィールドワーク型の授業も活発に行われている。

医療保健学部
- 医療技術学科　臨床検査学と臨床工学の学問分野を効率的に学び臨床検査技師・臨床工学技士を取得することを目指し、幅広い業務に対応できる医療技術者を育成する。薬学部教員による授業も開講し薬学分野の知識も身につけるとともに、在宅医療のニーズの高まりに適応して病院以外の環境でも適切な医療ができるよう状況に応じた判断能力や応用力を習得することを目標とする。卒業後の就職に関しても実務経験が豊富な教員が持つネットワークを活用し、全力でサポート。

#### 大学院
- 薬学研究科 - 平成26年廃止

薬学研究科は4専攻分野20学科目からなっていた。
1. 薬剤薬効学(薬剤学、薬理学、薬物治療学、臨床薬学、臨床薬剤学、臨床薬理学)
2. 医薬品化学(創薬科学、生薬学、薬品物理化学、生物薬品化学)
3. 生体機能薬学(生化学、臨床化学、生体防御薬学、生命情報科学、病態生理化学)
4. 健康薬学(衛生化学、環境健康学、薬品分析学、代替医療薬学、放射性薬品学)

- 医療保健学研究科（令和7年4月開設予定）
  - 医療保健学専攻（修士課程）

#### 別科
留学生別科

#### 附属機関
研究所・センター
- 東アジア総合研究所
- 国際交流センター
- 情報センター

薬局
- ほがらか薬局

図書館・博物館相当施設
- ライブラリセンター
- 北陸大学孔子学院

オープン大学　生涯教育

## 学生生活

### クラブ活動・サークル活動
27の体育会系クラブ・サークルと16の文化系クラブ・サークルが活動している。
代表的な体育会系クラブ
- 硬式野球部
- 男子サッカー部[14]　ドイツのフォルトゥナ・デュッセルドルフとの提携などにより強化育成が図られている。

- 女子サッカー部「北陸大学女子チーム フィオリーレ」[15]
- アイスホッケー部　10年以上連続して北陸、信越地区で優勝をし、インカレの代表として関東の強豪大学と対戦している。元日本リーグの雪印乳業で活躍した大野直人監督による指導強化が確実に実を結んでいる。

- 柔道部
- 男子卓球部
- アーチェリー部
- 自転車競技部

### 学園祭
北陸大学の大学祭は「北大祭」と呼ばれ、学園祭実行委員会が企画・準備・運営等を行っている。

## 大学関係者と組織

### 大学関係者組織
- 北陸大学同窓会
- 薬友会（薬学部の同窓会）
- 北法会（法学部の同窓会）
- 北陽会（外国語学部の同窓会）
- 北創会（未来創造学部の同窓会）

## 施設

### キャンパス

#### 太陽が丘キャンパス

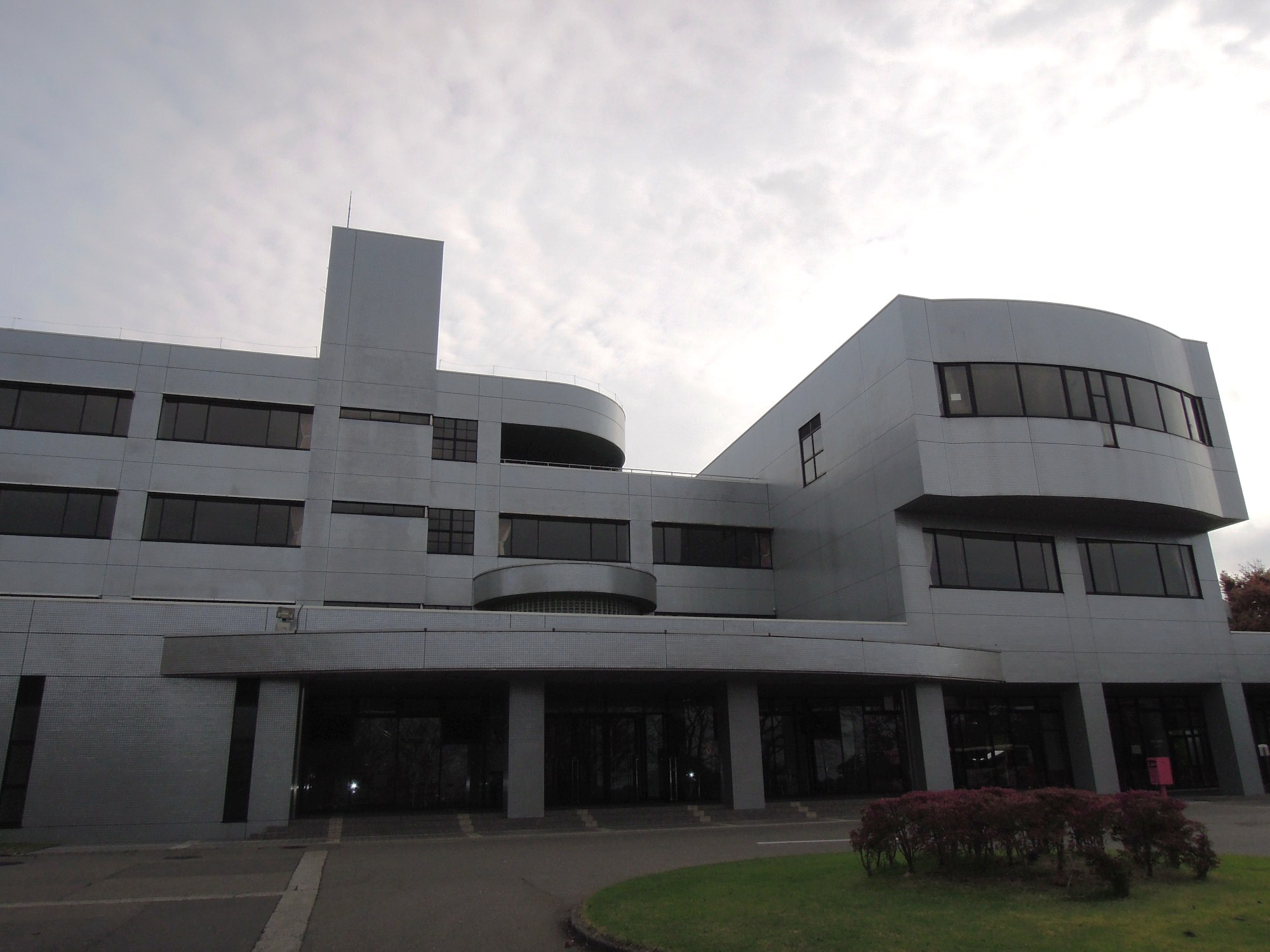
太陽が丘1号棟

交通アクセス：IRいしかわ鉄道線金沢駅下車、北鉄バス湯涌線または北陸大学線にて北陸大学太陽が丘下車。
- 太陽が丘1号棟　教室に加え、軽食堂「MOGU MOGU」などがある。
- 太陽が丘2号棟　教室に加え、カフェテリア、売店「COME ON」などがある。
- コミュニティハウス　教室、オープンカフェ「コミュニティーカフェ」、屋外ステージ、音楽スタジオ、シャワーハウス、囲炉裏の間などがある。
- コミュニティハウス別館・和室棟
- サウンドトラック　北陸大学のスポーツセンター。市民を対象とした公開スポーツ教室も行っている。
  - スイミングプール
  - トレーニングジム
  - スタジオ
  - ランニングロードなど
- フットボールパーク　ツエーゲン金沢の練習拠点。WEリーグを含む日本のプロサッカーリーグの公式戦ほかの会場ともなる。
- 北陸大学附属太陽ほがらか薬局　近隣の太陽が丘地内。

#### 薬学キャンパス
交通アクセス：IRいしかわ鉄道線金沢駅下車、北鉄バス湯涌線または北陸大学線にて北陸大学薬学部下車。
- 第1薬学棟
- 第2薬学棟
- 薬学本部棟
- 実験科学棟
- ライブラリセンター CLEVER house　図書館
- マイカフェ　薬学キャンパスのカフェテリア
- アネックスファーム　講義室、レストラン、シアター、うぐいすラウンジ（囲炉裏のあるラウンジ）。
- 体育館　床面積はバスケットボール、バレーボール、ハンドボールのコートは2面分、バドミントンコートなら6面分。
  - 男女更衣室
  - シャワー室
  - 武道場（2階）　柔道部、空手部などが使用。
- PTR (Pharmacy Training Room)
- MTR (Medical Training Room)
- 薬用植物園

### 寮
- 松雲会館（男子専用）
- ドームひまわりの家（女子専用）

### その他
- 教養別館「林鐘庵」　林屋亀次郎の旧邸宅で、北陸大学のシンボル。かつては見学は歴代首相に制限され、現在も見学に条件がある[16]。「林鐘庭」という庭園は、横山大観が来訪したときに命名された。加賀藩時代から「五人扶持の松」[17]と呼ばれる銘木がある。

## 対外関係

### 他大学との協定
- 放送大学学園[18]
- 金沢医科大学
- 大学コンソーシアム石川
- 数理・データサイエンス・AI教育強化拠点コンソーシアム 北信越ブロック[19]

### 海外協定校
本学学生には建学以来、以下のとおりの海外留学受け入れ校がある。
- 韓国
  - 慶煕大学校
  - 慶南大学校
  - 大田大学校
  - 東国大学校
- 中国
  - 北京大学
  - 北京中医薬大学
  - 北京語言大学
  - 北京第二外国語学院
  - 上海外国語大学
  - 安徽三聯学院
  - 西安外国語大学
  - 天津外国語大学
  - 瀋陽薬科大学
  - 遼寧師範大学
  - 大連大学
  - 大連外国語学院
  - 蘇州大学
  - 南京大学
  - 東南大学
  - 南京芸術学院
  - 南京財経大学
  - 江蘇師範大学
  - 南京農業専科学校
  - 鎮江医学院
  - 延辺大学
  - 黒龍江大学
  - 東北師範大学
  - 瀋陽師範大学
  - 四川外語学院
  - 中国薬科大学
  - 広東外語外貿大学
  - 温州医科大学
- モンゴル
  - モンゴル人文大学
  - モンゴル知識大学
  - ソヨンボ行政学院
  - マンダフ大学
- 中華民国（台湾）
  - 中国文化大学
  - 淡江大学
  - 建国科技大学
- タイ
  - ラーチャパット大学
  - ウォンチャワリックン大学

ロシア連邦
- - ロシア極東国立総合大学
  - イルクーツク国立大学
  - バハロフスク経済法科大学
  - クラスノヤルスク国立大学

ドイツ
- - トリア大学
  - ハインリッヒ・ハイン大学デュッセルドルフ
- イギリス
  - ロンドン・メトロポリタン大学
  - バス・スパ大学
- スペイン
  - マドリッド自治大学
- アメリカ合衆国
  - カリフォルニア大学リバーサイド校
  - オハイオ大学
  - ジョージタウン大学
  - USネーバルアカデミー
  - ニューヨーク州立大学バッファロー校
  - ジョージア大学
  - ハワイ・パシフィック大学
- ニュージーランド
  - ワイカト大学
  - マッセー大学
- オーストラリア
  - ウーロンゴン大学
  - フリンダース大学
  - メルボルン大学
  - ニューイングランド大学

## その他

### 運営上の問題と行政指導や裁判など
1996年（平成8年）5月に体育館の増築計画に虚偽の報告が指摘され、未記載の2階部分の詳細を含めて修正申告をしたが、翌年1997年（平成9年）3月18日には同工事の建設費に関する虚偽の申告を再度、指摘され、関連会社に負担させたにもかかわらず、大学側で負担した虚偽報告をしたとして監督官庁の文部省から行政指導を受けた。
文部省はこの行政指導の際には前述の工事に関する問題のみではなく、大学の公共性を鑑み(1)理事会などの運営体制の見直しと法人の管理・運営の適正化、(2)理事会と教授会の協力関係の確立、(3)内部監査の強化、(4)諸規定の整備、(5)事務処理体制の改善・充実・強化の5項目の改善を要求し指導していた。
しかし、改善は遅々として進まず、行政指導に対応した改善が見られないとして同年9月初めに、(1)理事会などの運営体制の見直しと法人の管理・運営の適正化、(2)理事会と教授会の協力関係の確立、(3)経理内容の公開などの改善を要求する2度目の行政指導を受ける。これと並行して金沢労働基準監督署からは教職員の休日出勤などに対する割増賃金の未払いを支払うように是正勧告され、約2000万円を支払った。
そのため、1998年（平成10年）2月19日には北元喜朗理事長の退任を求める本学の学生681名分の署名が文部大臣宛に提出されたり、2000年（平成12年）9月14日に法学部長（当時）初谷良彦が日本刀をのど元数センチまで近づけられて学部長と教授を辞めるように脅されたとして、同年12月27日に金沢地方裁判所に訴えを起こし、さらに同事件に関連して「辞職願は自分の意志に基づくものではなかった」として、教授職の地位保全を求める仮処分を求めた。この訴えは同地方裁判所が2001年（平成13年）1月16日に地位保全を命じたものの、大学側は同氏の授業復帰を認めず、その理由を「地裁の決定は雇用契約上の地位を有することを仮に定めたにすぎず、授業担当や研究室の使用については必要を認めていない。授業担当については新しい態勢を継続したい。」とした。同氏が元々担当していた授業の受講を希望した学生が背後から羽交い締めにされて教室の外に出された際にけがをする傷害事件まで発生するなど混乱が続いた。

### 2001年以降
運営を巡る教職員と理事長らとの混乱は収まらず、一方で理事長報酬月額280万円台を2009年（平成21年）秋に380万円台に昇給し、教職員ら学内の反発や、文部科学省の調査と「高額すぎる報酬は好ましくない」との見解を受けて2010年（平成22年）5月に元に戻す。他方、金沢労働基準監督署の是正勧告を受け、同年、2007年（平成19年）2月から2009年（平成21年）1月の職員割増賃金の未払い分（前出）の1000万円超を支払っている。
同年3月31日には未来創造学部田村光彰教授とライヒェルト・ルート教授に対し、「平成19年度以降、科目がないことが確定している」という理由で解雇を発令。それに対し両教授は解雇無効と地位保全の仮処分を申し立て、同年8月10日、以下のように決定された。
1. 債権者（田村教授、ライヒェルト教授）らが、債務者（北陸大学）に対しいずれも雇用契約上の権利を有する地位にあることを仮に定める。
2. 債務者は、債権者らに対し、それぞれ平成19年8月から本案の第1審判決言渡まで毎月25日に限り35万円を仮に支払え。
3. 債権者らのその余の申立をいずれも却下する。
4. 申立費用は、債務者の負担とする。

この決定は、両教授の解雇に理由がなく、解雇権の濫用であるから、解雇は無効という判断を示すものであった。北陸大学教授としての地位保全も認められており、同2007年10月19日には、不当解雇の撤回を金沢地方裁判所に提訴した。2008年（平成20年）1月29日、「田村光彰教授とライヒェルト・ルート教授の解雇撤回訴訟を支援する会」と北陸大学教職員組合の代表者は同学太陽が丘キャンパスを訪れ、同学理事長及び各理事に宛てた両教授の解雇撤回要求書と賛同署名を提出した。裁判は一審で解雇の無効が認められたにもかかわらず大学側が控訴し、4年半の法廷闘争を経て、2011年（平成23年）9月21日、両教授と理事会との解雇問題は、和解で法的な処理がなされた。その内容は次の通り。（「支援する会」の報告から引用）
1. 「原告が雇用契約上の権利を有する地位にあることを認める」（解雇無効）
2. 「被告は、本件解雇を理由とする一切の不利益な取扱をしないことを確約する」（待遇は一般教員と同じ取扱をする）
3. 「被告は、原告の授業担当につき、教学側の意思を尊重する」

2013年（平成25年）2月26日に同学北元理事長が退任の意向を示し、辞表を提出した。同学では幹部らが経営正常化を求め、理事長の退任を要求していた。翌27日には小倉勤学長の理事長兼任が発表された。

## 出版物
書籍版。発行順。
- 北陸大学実施準備委員会『北陸大学設置計画書』1948年。BB2578210X
- 『北陸大学外国語学部紀要』北陸大学外国語学部紀要編集委員会（編)。NCID AN10413321。
- 北陸大学附属図書館『北陸大学増加図書目録 : 薬学部』北陸大学、1990年。NCID BN07327944。
- 北陸大学学事本部学務部『北陸大学教育職員総覧』北陸大学、2002年。NCID BA58312680。
- 『北陸大学三十年史』北陸大学三十年史編集委員会（編）金沢 : 北陸大学、2005年。NCID BA72290599。
- 『北陸大学四十年史』北陸大学四十年史編集委員会（編）、北陸大学、2015年。NCID BB19312280。

定期刊行物　創刊順。
- 『北陸大学紀要』北陸大学紀要編集委員会（編）、金沢 : 北陸大学。創刊号（1977年-）、定期刊行1978年3月-。NCID AN00227706、ISSN 0387-074X。別題『Bulletin of Hokuriku University』。
- 北陸大学薬学部創薬研究施設年報編集委員会『北陸大学薬学部創薬研究施設年報』北陸大学、1989年-。ISSN 0917-5245、NCID AN10328448。
- 北陸大学外国語学部『北陸大学外国語学部紀要』北陸大学、1992年-。ISSN 0919-6978、NCID AN10413321。
- 北陸大学ライブラリーセンター『北陸大学ライブラリーセンター報』北陸大学、1996年-。ISSN 1342-3827、NCID AA11552398。